# Rian
Rian (tidigare kallat Falkenbergs museum) har tre olika uppdrag: Rian designmuseum (designuppdraget), Rian  kulturhistoria (där bl.a. uppdraget mot skolor, Stadens Nycklar, ingår) samt  Rian konst (den offentliga konsten i Falkenbergs kommun).

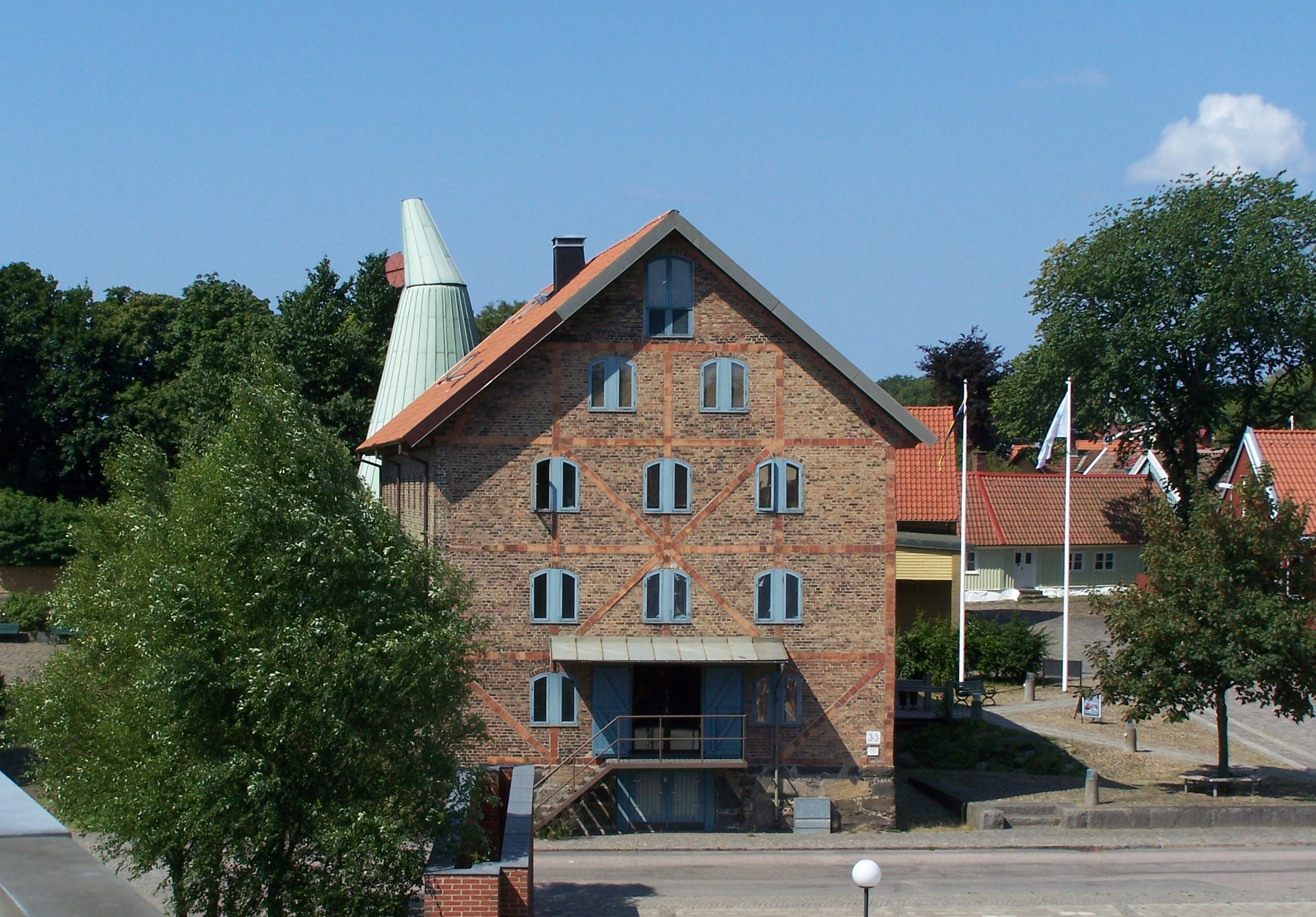
Rian

Rian designmuseum är en regional mötesplats för design, som visar utställningar om svensk och internationell formgivning. Utställningarna kan spegla allt från mode, industridesign, arkitektur till konsthantverk. Vid sidan av utställningarna har museet också en omfattande programverksamhet med visningar, föredrag och konstnärssamtal. 
Våren 2020 startade museet Smyckoteket ett världsunikt lånebibliotek för samtida smyckekonst där vem som helst har möjlighet att låna ett smycke på samma sätt som man lånar en bok på biblioteket.
Museet invigdes 1991 och ligger i ett tidigare spannmålsmagasin i korsvirkesteknik på hamnsidan vid Söderbrons brofäste i Falkenberg. Museet har under åren haft varierande utbud av utställningar, men har sedan 2010 Uppdrag Design från Region Halland.
Namnet Falkenbergs museum användes tidigare på nuvarande Falkenbergs Hembygdsmuseum.